# Marian Standowicz
Marian Standowicz (ur. 3 grudnia 1955 w Koszalinie) – polski judoka, trener,olimpijczyk z Montrealu 1976.
Zawodnik Gwardii Koszalin. W roku 1975 zdobył tytuł Mistrza Europy Juniorów.
Mistrz Polski z roku 1978
Na igrzyskach olimpijskich w 1976 w Montrealu wystartował w wadze piórkowej zajmując 5. miejsce.
Po zakończeniu kariery sportowej podjął pracę trenera w Gwardii Koszalin.
Posiada 6 dan.